# Ligne de Turku à Toijala
La ligne de Turku à Toijala (finnois : Turku–Toijala-rata) est une ligne de chemin de fer, du réseau de chemin de fer finlandais qui relie Turku à Akaa.